# Салтыковка (микрорайон Балашихи)
Салтыко́вка — микрорайон города Балашихи Московской области России. До 10 июня 2003 года имел статус дачного посёлка (посёлка городского типа) в составе Балашихинского района.

## История

### Долгоруковы
Первоначально территория современной Салтыковки являлась частью соседнего села Никольское. С XVI в. этими землями владел княжеский род Долгоруких (Долгоруковых). Благоустройство Никольского было начато князем Юрием Алексеевичем Долгоруковым.
Долгоруковы построили на реке Серебрянке каскад прудов, плавно переходивших один в другой. Берега прудов были украшены павильонами-купальнями. Из земли, оставшейся после сооружения одного из прудов, Жёлтого, по приказу Долгоруковых насыпали множество небольших холмов, на которых разбили парк. Были построены дворец и службы.

### Салтыковы
После брака княжны Натальи Владимировны Долгоруковой с Николаем Ивановичем Салтыковым усадьба перешла к княжеской фамилии Салтыковых в качестве приданого. С 1830 года принадлежало их внуку, князю Петру Дмитриевичу, и его жене Вере Фёдоровне, урождённой Стемпковской.
В 1863 году, во время строительства железной дороги Москва — Нижний Новгород по просьбе князя Петра Дмитриевича был построен полустанок, который первоначально именовался «Платформа Никольское», по названию деревни, расположенной с юга от железной дороги. Впоследствии именем «Никольское» стала называться другая платформа, расположенная ближе к Москве, а прежнюю станцию назвали «Салтыковская», по имени князя. С северной стороны железной дороги начали строиться преимущественно дома служащих, железнодорожников. А южную часть облюбовали москвичи, которые стали возводить здесь дачи и называть это место Ново-Сокольники. В конце концов две части объединились под названием Салтыковка.

### Дачный посёлок
Салтыковка быстро завоевала популярность как типичный посёлок в качестве места летнего отдыха. Близость Москвы, обилие прудов, красивые пейзажи и доступные цены привели к тому, что в конце девятнадцатого — начале двадцатого века Салтыковка была одним из излюбленных дачных мест московской интеллигенции. Здесь отдыхали либо жили постоянно Андрей Белый, Всеволод Мейерхольд со своей женой Зинаидой Райх, Иван Солоневич и другие. Летом 1879 г. здесь жил Исаак Левитан, которого выселила туда полиция после издания императорского указа, запрещающего евреям жить в «исконно русской столице», это был один из самых трудных периодов жизни Левитана, когда он подумывал о самоубийстве.
В 1928 году Салтыковка получила официальный статус дачного посёлка, а в 2003 году была включена в состав города Балашихи.
В 2017 - 2018 году власти г. Балашиха стали "обновлять" посёлок, разрушив (за хорошую компенсацию) более 80-ти дачных домов и частных коттеджей, под строительство эстакады. На 2022 год, как посёлок с историей и своей уникальной атмосферой, Салтыковка почти полностью прекратила своё существование.

## Население
Население пгт Салтыковка:
| 1989 | 2002 |
| ---- | ---- |
| 5084 | 4611 |

## Достопримечательности

### Здания и памятники
- Из усадебного комплекса Долгоруковых-Салтыковых сохранились лишь руины дома управляющего имением (XVIII век), ныне расположенные на территории школы.
- Множество старинных дореволюционных дач. Их легко отличить от домиков советского периода по обилию резных украшений. Охраной этих памятников истории никто не занимается. С каждым годом их остаётся всё меньше.

- Мемориальный дом скульптора Г. Д. Алексеева. Жил в Салтыковке с 1911 по 1951 годы на улице Малая Прудовая, у Золотого пруда (ул. Скульптора Алексеева, 35). Улица переименована, музей не функционирует.
- Частный музей кузнечной науки и техники. Дом, где в 1929—1931 годах жил учёный в области кузнечного дела А. И. Зимин (ул. Санаторная, 8)[7].
- Дом, где в 1931—1935 годах жил действительный член Академии художеств СССР художник И. Э. Грабарь (ул. Санаторная, 2)
- Памятник «Скорбящая мать» павшим воинам посёлка Салтыковка (1985 год. Гранит. Скульптор Н. С. Любимов, архитектор Ю. Г. Кривущенко).
- Синагога (в дореволюционном деревянном здании; снесена).
- Баптистский храм (в современном здании).
- Роскошный особняк миллионера Брынцалова.

### Природные объекты
- Пруды вдоль русла реки Чечёры, из которых в хорошем состоянии находятся Золотой, Жёлтый, Тарелочка и Серебряный. Большинство, если не все, с недавних пор оборудованы знаками «купаться запрещено», которые дачниками игнорировались и игнорируются. На южной оконечности Серебряного пруда сохранились остатки прогулочного «лабиринта» — системы небольших искусственных островков, отделенных друг от друга каналами.
- Усадебный парк на насыпных холмах на берегу Жёлтого пруда.
- К северо-западу от Салтыковки, между микрорайонами Никольско-Архангельский и Дзержинского, находится уникальная дубовая роща, по результатам проведённой экспертизы представляющая большую природную ценность[8][9]. Требование о её сохранении поддержали в коллективном письме жители всех трёх микрорайонов (в общей сложности около 1,5 тысяч человек). Несмотря на это, администрация городского округа Балашиха во главе с В. Г. Самоделовым активно продвигает вопрос о её вырубке под планирующуюся коммерческую застройку[10][11][12].
- Берёзовая роща площадью 4,2 га на границе с городом Железнодорожный — место прогулок и отдыха жителей Салтыковки, Кучино и других микрорайонов. В марте 2012 года была огорожена для дальнейшей вырубки и использования земли под коммерческую застройку. Общественность стала активно противодействовать этим планам, совершенно не учитывающим интересы местных жителей[13].

## Очистные сооружения в Акатово
В 2011 году на территории площадью 5,25 га компанией «Мортон-РСО» стали проводиться работы, связанные со строительством комплекса очистных сооружений (общей производительностью 80 тысяч кубометров в сутки) для нового жилого микрорайона Авиаторов (мкр. 30), расположенного на Балашихинском шоссе. На всей этой площади, относящейся к Кучинскому лесопарку, был вырублен реликтовый сосновый лес первой категории (так называемые «мачтовые» сосны до 50-90 см в диаметре общим количеством более 1850 деревьев). Вырубка началась 19 и 20 августа, была полностью зафиксирована видеосъёмкой, а затем запротоколирована подъехавшим нарядом.
Разрешение на вырубку 1874 зелёных насаждений на территории г.о. Балашиха № 17 от 05.08.2011 было выдано компании «Мортон-РСО» администрацией г.о. Балашиха во главе с В. Г. Самоделовым, согласно Акту обследования древо-кустарниковой растительности от 20.07.2011 г. (подписан начальником Отдела окружающей среды и природопользования Администрации г.о. Балашиха Т. А. Садыковой). В дальнейшем Т. А. Садыкова в рамках брифинга для балашихинских средств массовой информации пояснила ситуацию со строительством очистных сооружений в Акатово, утверждая, что всё происходит в строгом соответствии с законом, выбросы сточных вод не превышают нормы и местным жителям беспокоиться не о чем (опубликовано в газете «Факт» от 07.12.2011):
Канализационные сети, существующие в городе Балашиха, на сегодняшний день пришли в негодность и во многих местах находятся в аварийном состоянии, и такая нагрузка в связи с введением в строй нового микрорайона неизбежно приведёт к прорыву этих сетей. Более того, все канализационные стоки города поступают на Фенинскую КНС, находящуюся на балансе в г. Железнодорожном. Она тоже находится в аварийном состоянии, такие объёмы эта КНС не выдержит. По причине отказа г. Железнодорожного в приёмке дополнительных канализационных стоков мкр. 30, обоснованного отсутствием технической возможности, администрация городского округа Балашиха приняла решение о целесообразности строительства очистных сооружений хозяйственно-бытовых стоков на территории города. Местом был выбран квартал Акатово ввиду того, что подходящих участков на территории города просто нет.
В сентябре 2011 года, после очередных обращений обеспокоенных граждан, состоялось заседание в Администрации г.о. Балашиха с представителями квартала Акатово по данному вопросу. По результатам данного заседания соглашение достигнуто не было, поскольку администрация настаивала на законности своих действий. Между тем, Прокуратура г.о. Балашиха и Межрайонная природоохранная прокуратура Московской области придерживаются иной точки зрения. Были затребованы документы для проверки, начат сбор материалов для Следственного комитета по факту превышения своих должностных полномочий заместителем руководителя Администрации г.о. Балашиха М. В. Чунихиным.
28 сентября 2011 года по проблеме строительства очистных сооружений в непосредственной близости от жилья, археологических памятников, в лесопарковой и водоохранной зоне появилась статья в Новой газете; 29 сентября этой же теме посвятил репортаж канал Вести-Москва.
20 октября 2011 года представитель Министерства культуры Московской области Д. В. Прохоров и эксперт-археолог побывали на месте работ и определили, что на данном участке находилось селище славян, ранее не известное науке. Найденные фрагменты древнерусской керамики подтвердили научную ценность объекта и необходимость остановить стройку и назначить комплексную археологическую экспертизу.
Балашиха стала заложницей массовой застройки. В городе возводятся огромные спальные микрорайоны. Многоквартирными домами в 22 этажа застроены десятки гектаров. Строят стихийно, без определённого плана, без какой-либо архитектурной идеи города в целом, наверное, по мере того как найдётся инвестор. Инфраструктура коммунальных сетей новых микрорайонов накладывается на старые сети, которые не выдерживают нагрузки.

Спохватившись, коммунальщики и градостроители начинают рыть вдоль и поперёк, прокладывать коммуникации. Поскольку застройка плотная, то «под нож» идут зелёные насаждения у домов, части городских парков, заповедные исторические места как сейчас происходит в квартале Акатово, мкр. Салтыковка, г. Балашиха. Руководители администрации городского округа Балашиха, очевидно, совершенно не интересуются историей Подмосковья, не уважают жителей и не владеют правовой культурой общения с гражданами своего города, поскольку решают вопросы развития и застройки территорий самостоятельно, не советуясь с жителями, без проведения сколько-нибудь серьёзных публичных слушаний. Всё происходит в необъяснимой спешке.
Прокурором г. Балашиха М. Г. Фроловой были выявлены нарушения законодательства Российской Федерации, допущенные администрацией города при выделении участка под очистные сооружения в квартале Акатово. В то же время в интервью, данном балашихинской газете «Факт» в День работника прокуратуры Российской Федерации, 12 января 2012 года, М. Г. Фролова несколько изменила своё мнение:
Больше стало жалоб, касающихся природоохранной тематики. …Строительство очистных сооружений в Акатово. 1800 деревьев действительно было вырублено (за что строительная фирма заплатила в местный бюджет 22 млн рублей). Если не строить очистные сооружения, в активно застраиваемой Балашихе может произойти экологическая катастрофа, и это надо понимать. Все положительные заключения экспертов по их строительству имеются.
Весь берег реки Пехорка и её правого притока Горенка (часто ошибочно именуется — Чернавка, Чернявка) имеет статус Особо охраняемой природной территории (ООПТ) «Пехорка». На месте развернувшихся незаконных работ находится уникальный Акатовский археологический комплекс, состоящий из ряда курганных групп и селищ, связанных с ранним славянским расселением в Московском крае (входит в Перечень памятников истории и культуры). Главная Акатовская курганная группа имеет статус памятника археологии федерального значения.
Ещё в 2010 году преступной группой начальника управления строительного комплекса администрации Балашихи Романа Балынского была сделана попытка продажи земли под коттеджное строительство в охраняемом лесном массиве непосредственно рядом с Акатовской курганной группой. Благодаря своевременному вмешательству общественности и средств массовой информации (телепрограмма «Вести-Москва»), незаконная деятельность была прекращена. Уже в следующем 2011 году, 7-8 июня эта же группа была задержана при получении из банковской ячейки денежного вознаграждения в размере более 23 миллионов рублей за содействие в предоставлении в долгосрочную аренду двух земельных участков в новом микрорайоне Авиаторов (Балашихинское шоссе). В отношении задержанных возбуждено уголовное дело по статье 290 УК РФ (получение взятки в особо крупном размере), которая предусматривает до 15 лет лишения свободы.

## Проезд
По железной дороге Горьковского направления до платформы Салтыковская, либо по Горьковскому или по Носовихинскому шоссе.

## Известные уроженцы
- Сергей Васильевич Ряховский (род. 1962) — советский и российский серийный убийца, геронтофил, некрофил и истязатель.

- Борис Васильевич Гусаков (род. 1938) — советский серийный убийца и насильник.

- Владислав Анатольевич Посадский (род. 1964) — российский офицер, полковник, герой Российской Федерации.